# Bactrocera scutellaria
Bactrocera scutellaria är en tvåvingeart som först beskrevs av Mario Bezzi 1916.  Bactrocera scutellaria ingår i släktet Bactrocera och familjen borrflugor. Inga underarter finns listade.